# 伯納 (喬治亞州)
伯納（英語：Berner）是位於美國喬治亞州門羅縣的一個非建制地區。該地的面積和人口皆未知。

## 地理
伯納的座標為33°09′17″N 83°49′43″W / 33.15472°N 83.82861°W，而該地的平均海拔高度為120米（即394英尺）。